# دهستان فرح‌آباد شمالی

بخش «رودپی شمالی» ۲ دهستان (فرح‌آباد شمالی و جنوبی) دارد که البته مرزبندی این دو، در تصویر نیامده است.

دهستان فرح‌آباد شمالی یکی از دهستان‌های شهرستان ساری در استان مازندران ایران است که در بخش رودپی شمالی قرار دارد.

## جمعیت
براساس سرشماری مرکز آمار ایران در سال ۱۳۹۵، جمعیت دهستان فرح‌آباد شمالی ۹۶۷۰ نفر (در ۲۵۸۶ خانوار) بوده‌است.